# Kessler ist …

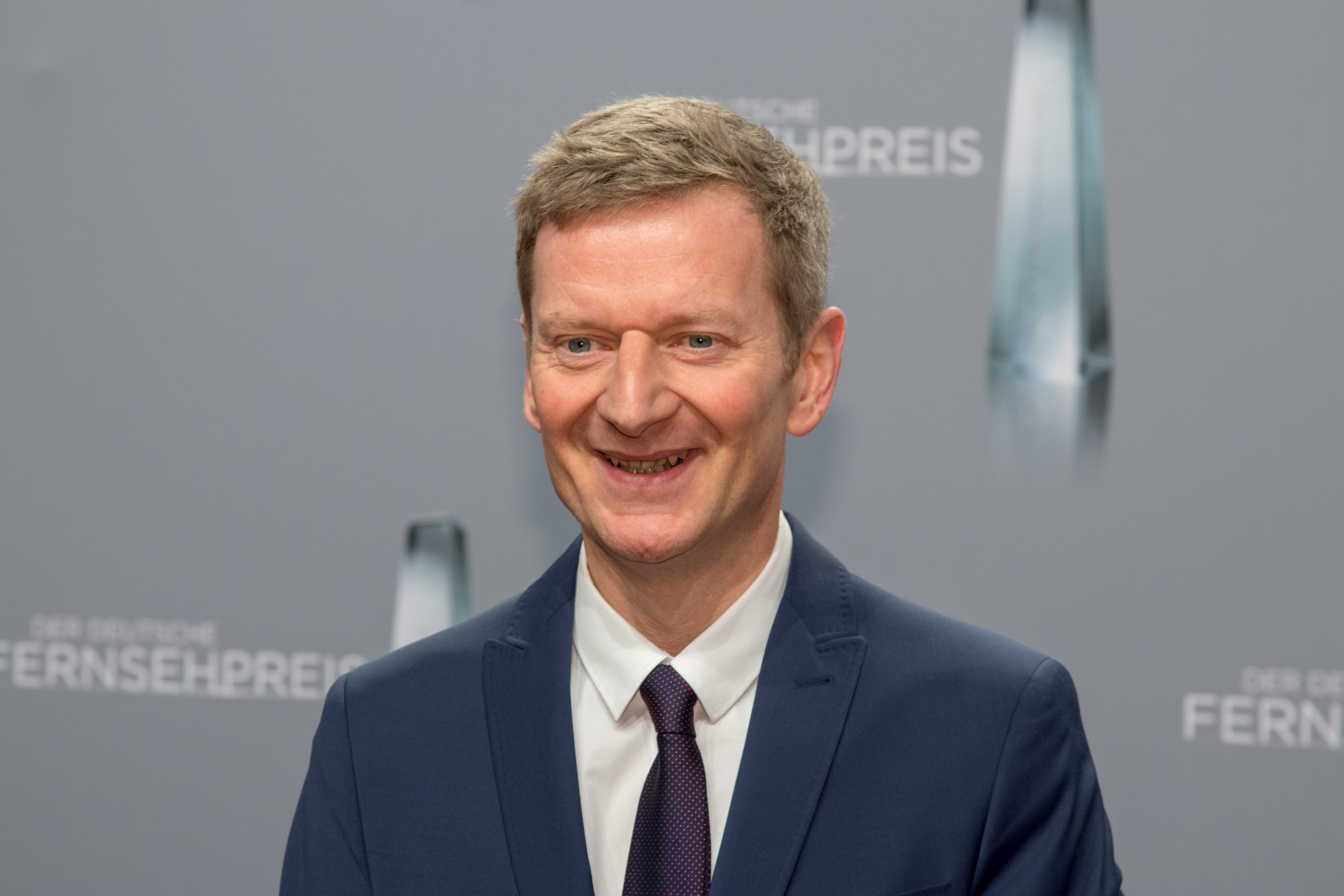
Moderator Michael Kessler

Kessler ist … ist eine deutsche Fernsehsendung, die im Programm des ZDF ausgestrahlt wird. Sie ist eine Adaption des israelischen Formats How To Be. In der Personality-Show schlüpft der Comedian, Entertainer und Moderator Michael Kessler in die Rollen verschiedener Prominenter, wobei er von Maskenbildnern und unter anderem mit Hilfe von Body-Suits zurechtgemacht wird, um seinem Gegenüber so ähnlich wie möglich zu sehen. Kesslers Ziel ist dabei, seinem Gegenüber in einem „Selbstgespräch“ gegenüberzusitzen. Zuvor betreibt er umfassende Recherchen über die zu imitierende Person.

## Episodenliste

### Staffel 1
| Nr. (ges.) | Nr. (St.) | Originaltitel                     | Erstausstrahlung D     |
| ---------- | --------- | --------------------------------- | ---------------------- |
| 1          | 1         | Kessler ist … Matthias Steiner    | 4. Sep. 2014 (ZDFneo)  |
| 2          | 2         | Kessler ist … Heino               | 11. Sep. 2014 (ZDFneo) |
| 3          | 3         | Kessler ist … Michaela Schaffrath | 18. Sep. 2014 (ZDFneo) |
| 4          | 4         | Kessler ist … Markus Kavka        | 25. Sep. 2014 (ZDFneo) |
| 5          | 5         | Kessler ist … Jörn Schlönvoigt    | 2. Okt. 2014 (ZDFneo)  |
| 6          | 6         | Kessler ist … Joachim Llambi      | 9. Okt. 2014 (ZDFneo)  |

### Staffel 2
| Nr. (ges.) | Nr. (St.) | Originaltitel                     | Erstausstrahlung D     |
| ---------- | --------- | --------------------------------- | ---------------------- |
| 7          | 1         | Kessler ist … Horst Lichter       | 23. Juli 2015          |
| 8          | 2         | Kessler ist … Stefan Effenberg    | 30. Juli 2015          |
| 9          | 3         | Kessler ist … Michael Mittermeier | 6. Aug. 2015           |
| 10         | 4         | Kessler ist … Kai Pflaume         | 13. Aug. 2015          |
| 11         | 5         | Kessler ist … Stefanie Hertel     | 27. Aug. 2015 (ZDFneo) |
| 12         | 6         | Kessler ist … Götz Alsmann        | 3. Sep. 2015 (ZDFneo)  |

### Staffel 3
| Nr. (ges.) | Nr. (St.) | Originaltitel                  | Erstausstrahlung D |
| ---------- | --------- | ------------------------------ | ------------------ |
| 13         | 1         | Kessler ist … Gregor Gysi      | 21. Juli 2016      |
| 14         | 2         | Kessler ist … Dunja Hayali     | 28. Juli 2016      |
| 15         | 3         | Kessler ist … Hugo Egon Balder | 18. Aug. 2016      |
| 16         | 4         | Kessler ist … Jürgen Drews     | 26. Aug. 2016      |

### Staffel 4
| Nr. (ges.) | Nr. (St.) | Originaltitel                     | Erstausstrahlung D |
| ---------- | --------- | --------------------------------- | ------------------ |
| 17         | 1         | Kessler ist … Wolfgang Bosbach    | 4. Aug. 2017       |
| 18         | 2         | Kessler ist … Conchita            | 11. Aug. 2017      |
| 19         | 3         | Kessler ist … Uwe Ochsenknecht    | 18. Aug. 2017      |
| 20         | 4         | Kessler ist … Dieter Hallervorden | 25. Aug. 2017      |

### Staffel 5
| Nr. (ges.) | Nr. (St.) | Originaltitel                  | Erstausstrahlung D |
| ---------- | --------- | ------------------------------ | ------------------ |
| 21         | 1         | Kessler ist … Rolando Villazón | 4. Jan. 2019       |
| 22         | 2         | Kessler ist … Bülent Ceylan    | 11. Jan. 2019      |
| 23         | 3         | Kessler ist … Reiner Calmund   | 18. Jan. 2019      |
| 24         | 4         | Kessler ist … Michael Kessler  | 25. Jan. 2019      |